# Troelseby
Troelseby er en bebyggelse i Søllested Sogn (Lollands Sønder Herred), umiddelbart øst for Søllested.
Landsbyen nævnes år 1329. Den blev udskiftet i 1803. 